# Vpr
Vpr (англ. Viral Protein R) — це ген та похідний від нього вірусний 96-амінокислотний протеїн з молекулярною масою 14 кДа ВІЛ.
Роль його у вірусі до кінця не відома. На інфекування більшості клітин він не впливає, але є критично необхідними для ураження клітин не здатних до поділу. Vpr блокує клітину в G2 фазі життєвого циклу, та може ініціювати апоптоз.